# Nieuw-Zeelandse boeboekuil
De Nieuw-Zeelandse boeboekuil (Ninox novaeseelandiae), in het Engels ook wel morepork genoemd, is een kleine bruine uil.

## Kenmerken
De Nieuw-Zeelandse boeboekuil is 26 tot 29 cm lang. Deze uil verschilt van de andere boeboekuilen in het verspreidingsgebied en door zijn kleine formaat in combinatie met een typisch "gezicht". Deze uil heeft rondom de ogen een donkere vlek die weer is afgezet met een lichte rand. Verder is de kleur bruin maar sterk variabel.

## Leefwijze
Hun voedsel bestaat uit insecten en vogels, die ze in de vlucht vangen.

## Voorkomen en leefgebied
De Nieuw-Zeelandse boeboekuil komt voor in geheel Nieuw-Zeeland en Norfolk.
De soort telt twee nog bestaande ondersoorten:
- N. n. novaeseelandiae: Nieuw-Zeeland.
- N. n. undulata: het eiland Norfolk.
- † N. n. albaria: Lord Howe-eiland (uitgestorven)